# Ново (Ярославский район)
Ново — деревня в Ярославском районе Ярославской области. Входит в состав Заволжского сельского поселения.

## География
Находится в восточной части Ярославской области на расстоянии приблизительно 19 км на север-северо-восток по прямой от станции Филино.

## История
В 1859 году здесь (деревня Даниловского уезда Ярославской губернии) было учтено 25 дворов , в 1898 — 48.

## Население
Численность населения: 222 человека (1859 год), 83 (русские 100 %) в 2002 году, 72 в 2010.